# Diplothyrus
Genre
Diplothyrus est un genre d'holothyrides de la famille des Neothyridae.

## Distribution
Ces acariens se rencontrent au Brésil et en Guyane.

## Liste des espèces
- Diplothyrus lecorrei Klompen, 2010
- Diplothyrus schubarti Lehtinen, 1999

## Publication originale
- Lehtinen, 1999 : A new genus of Holothyrina: Neothyridae (Arachnida, Anactinotrichida) from the Manaus area, Amazonas State, Brazil. Acta Amazonica, vol. 29, n. 2, p. 325-330 (texte intégral).